# 진주 청곡사 업경전
진주 청곡사 업경전(晉州 靑谷寺 業鏡殿)은 대한민국 경상남도 진주시 금산면, 청곡사에 있는 조선시대의 건축물이다.
1985년 11월 14일 경상남도의 문화재자료 제139호 청곡사 업경전으로 지정되었다가, 2018년 12월 20일 현재의 명칭으로 변경되었다.

## 개요
청곡사는 통일신라 헌강왕 5년(879)에 도선국사가 세웠으며, 임진왜란 때 완전히 소실된 것을 광해군 때 다시 세웠다.
업경전은 청곡사를 세울 당시 대웅전 옆에 부속 건물로 지었는데 조선말 포우대사가 보수하였다. 명부전·지장전으로 불리는 업경전은 앞면 3칸·옆면 1칸 규모로, 지붕은 옆면에서 볼 때 사람 인(人)자 모양인 맞배지붕이다. 지붕 처마를 받치기 위해 장식하여 만든 공포는 새 날개 모양으로 짠 익공 양식으로 꾸몄다.
다른 사찰의 명부전과 같이 지장보살을 비롯해 시왕 등 명부의 존상들이 봉안된 전각이다. 업경전에는 불단에 지장보살좌상을 중심으로 도명존자와 무독귀왕인 지장보살삼존상이 자리하고 좌우로 시왕, 귀왕, 판관, 인왕, 범천·제석천상 등 총 23구가 배치되어 있다. 지장보살좌 상에서 발견된 발원문에 의하면, 이 상들은 1657년에 조성되었다.

## 같이 보기
- 청곡사
- 진주 청곡사 목조지장보살삼존상 및 시왕상 일괄 - 청곡사 업경전 내부에 있는 불상 (보물 제1689호)

## 참고 자료
- 진주 청곡사 업경전 - 국가유산청 국가유산포털